# Propriété (informatique)
Pour les articles homonymes, voir Propriété (homonymie).
- En programmation orientée objet ou en Resource Description Framework, une propriété est un élément de description d'un objet. Un type de classe regroupe, entre autres, l'ensemble des propriétés communes à un type d'objet.

- Une propriété, dans certains langages de programmation orientés objet, est une sorte de membre de classe. Il se traduit par un champ du point de vue de l'interface d'une classe, mais auquel sont adjoints une ou plusieurs méthodes, dites accesseurs et mutateurs, vouées à lire (get / accesseur) et modifier (set / mutateur) la valeur du champ de l'instance.

Le champ de la propriété peut selon le langage se traduire par un attribut, éventuellement homonyme des accesseurs (getter ou setter).

## Utilisation des propriétés
L'usage courant des propriétés est de pouvoir rajouter des instructions appliquées systématiquement au moment de la modification ou de la lecture de toute instance d'une classe sans pour autant modifier l'interface de cette classe.
Les propriétés sont également utilisées pour contrôler l’accès au champ, en rendant celui-ci private pour forcer l'usage aux accesseurs, dans lesquels des contrôles de cohérence peuvent être insérés.
Cette faculté permissive est cependant source de risques, notamment du fait qu'elle permet de modifier les valeurs d'attribut(s) lors d'opération vouée normalement à leur lecture.

## Exemples de syntaxe

### C et dérivés

#### Propriétés en C#
```
class
 
Pen
 
{

    
private
 
int
 
m_Color
;
 
// private field

    

    
public
 
int
 
Color
 
{
  
// public property

        
get

        
{

            
return
 
m_Color
;

        
}

        
set
 

        
{

            
m_Color
 
=
 
value
;

        
}

    
}

}

```

```
// accessing:

Pen
 
pen
 
=
 
new
 
Pen
();

// ...

pen
.
Color
 
=
 
~
pen
.
Color
;
 
// bitwise complement ...

// another silly example:

pen
.
Color
 
+=
 
1
;
 
// a lot clearer than "pen.set_Color(pen.get_Color() + 1)"!

```

Les dernières versions de C# autorisent de plus les "auto-implemented properties", pour lesquelles le champ sous-jacent à la propriété est généré par le compilateur à la compilation. Ceci implique que la propriété ait un 'setter', éventuellement privé.
```
class
 
Shape
 
{

    

    
public
 
Int32
 
Height
 
{
 
get
;
 
set
;
 
}

    
public
 
Int32
 
Width
  
{
 
get
;
 
private
 
set
;
 
}

    

}

```

#### Propriétés en C++
C++ n'a pas de propriétés de classe, mais il existe plusieurs manières d'imiter les propriétés dans une certaine limite. Voici deux exemples :
```
#include
 
<iostream>

template
 
<
typename
 
T
>
 
class
 
property
 
{

        
T
 
value
;

    
public
:

        
T
 
&
 
operator
 
=
 
(
const
 
T
 
&
i
)
 
{

            
::
std
::
cout
 
<<
 
i
 
<<
 
::
std
::
endl
;

            
return
 
value
 
=
 
i
;

        
}

        
// This template class member function template serves the purpose to make

        
// typing more strict. Assignment to this is only possible with exact identical

        
// types.

        
template
 
<
typename
 
T2
>
 
T2
 
&
 
operator
 
=
 
(
const
 
T2
 
&
i
)
 
{

            
::
std
::
cout
 
<<
 
"T2: "
 
<<
 
i
 
<<
 
::
std
::
endl
;

            
T2
 
&
guard
 
=
 
value
;

            
throw
 
guard
;
 
// Never reached.

        
}

        
operator
 
T
 
const
 
&
 
()
 
const
 
{

            
return
 
value
;

        
}

};

struct
 
Foo
 
{

    
// Properties using unnamed classes.

    
class
 
{

            
int
 
value
;

        
public
:

            
int
 
&
 
operator
 
=
 
(
const
 
int
 
&
i
)
 
{
 
return
 
value
 
=
 
i
;
 
}

            
operator
 
int
 
()
 
const
 
{
 
return
 
value
;
 
}

    
}
 
alpha
;

    
class
 
{

            
float
 
value
;

        
public
:

            
float
 
&
 
operator
 
=
 
(
const
 
float
 
&
f
)
 
{
 
return
 
value
 
=
 
f
;
 
}

            
operator
 
float
 
()
 
const
 
{
 
return
 
value
;
 
}

    
}
 
bravo
;

};

struct
 
Bar
 
{

    
// Using the property<>-template.

    
property
 
<
bool
>
 
alpha
;

    
property
 
<
unsigned
 
int
>
 
bravo
;

};

int
 
main
 
()
 
{

    
Foo
 
foo
;

    
foo
.
alpha
 
=
 
5
;

    
foo
.
bravo
 
=
 
5.132f
;

    
Bar
 
bar
;

    
bar
.
alpha
 
=
 
true
;

    
bar
.
bravo
 
=
 
true
;
 
// This line will yield a compile time error

                      
// due to the guard template member function.

    
::
std
::
cout
 
<<
 
foo
.
alpha
 
<<
 
", "

                
<<
 
foo
.
bravo
 
<<
 
", "

                
<<
 
bar
.
alpha
 
<<
 
", "

                
<<
 
bar
.
bravo

                
<<
 
::
std
::
endl
;

    
return
 
0
;

}

```

#### Propriétés en C++, Microsoft & C++Builder-specific
Un exemple tiré de la MSDN documentation page:
```
// declspec_property.cpp

struct
 
S

{

   
int
 
i
;

   
void
 
putprop
(
int
 
j
)

   
{
 

      
i
 
=
 
j
;

   
}

   
int
 
getprop
()

   
{

      
return
 
i
;

   
}

   
__declspec
(
property
(
get
 
=
 
getprop
,
 
put
 
=
 
putprop
))
 
int
 
the_prop
;

};

int
 
main
()

{

   
S
 
s
;

   
s
.
the_prop
 
=
 
5
;

   
return
 
s
.
the_prop
;

}

```

#### Propriétés en Objective-C 2.0
```
 

@interface
 
Pen
 : 
NSObject
 
{

   
NSColor
 
*
color
;

}

@property
(
copy
)
 
NSColor
 
*
color
;
        
// color values always copied.

@end

@implementation
 
Pen

@synthesize
 
color
;
                     
// synthesize accessor methods.

@end

// Example Usage

Pen
 
*
pen
 
=
 
[[
Pen
 
alloc
]
 
init
];

pen
.
color
 
=
 
[
NSColor
 
blackColor
];

float
 
red
 
=
 
pen
.
color
.
redComponent
;

[
pen
.
color
 
drawSwatchInRect
:
NSMakeRect
(
0
,
 
0
,
 
100
,
 
100
)];

```

Notez que le moderne Objective-C runtime peut convertir les variables d'instance en propriétés, d'où la déclaration explicite des variables d'instance qui n'est pas nécessaire, mais toujours possible.

### Nouveaux langages

#### Propriétés en langage D
```
class
 
Pen

{

    
private
 
int
 
m_color
;
 
// private field

    

    
// public get property

    
public
 
int
 
color
 
()
 
{

        
return
 
m_color
;

    
}

    

    
// public set property

    
public
 
int
 
color
 
(
int
 
value
)
 
{

        
return
 
m_color
 
=
 
value
;

    
}

}

```

```
auto
 
pen
 
=
 
new
 
Pen
;

pen
.
color
 
=
 
~
pen
.
color
;
 
// bitwise complement

// the set property can also be used in expressions, just like regular assignment

int
 
theColor
 
=
 
(
pen
.
color
 
=
 
0xFF0000
);

```

Dans D version 2, chaque accesseur de propriété doit être marqué avec @property:
```
class
 
Pen

{

    
private
 
int
 
m_color
;
 
// private field

    

    
// public get property

    
@property
 
public
 
int
 
color
 
()
 
{

        
return
 
m_color
;

    
}

    

    
// public set property

    
@property
 
public
 
int
 
color
 
(
int
 
value
)
 
{

        
return
 
m_color
 
=
 
value
;

    
}

}

```

#### Propriétés en Delphi/Free Pascal
```
type
 
TPen
 
=
 
class

  
private

    
m_Color
:
 
Integer
;

    
function
 
Get_Color
:
 
Integer
;

    
procedure
 
Set_Color
(
RHS
:
 
Integer
)
;

  
public

    
property
 
Color
:
 
Integer
 
read
 
Get_Color
 
write
 
Set_Color
;

end
;

function
 
TPen
.
Get_Color
:
 
Integer
;

begin

  
Result
 
:=
 
m_Color

end
;

procedure
 
TPen
.
Set_Color
(
RHS
:
 
Integer
)
;

begin

  
m_Color
 
:=
 
RHS

end
;

```

```
// accessing:

var
 
pen
:
 
TPen
;

// ...

pen
.
Color
 
:=
 
not
 
pen
.
Color
;

(*

Delphi also supports a 'direct field' syntax -

property Color: Integer read m_Color write Set_Color;

or

property Color: Integer read Get_Color write m_Color;

where the compiler generates the exact same code as for reading and writing

a field. This offers the efficiency of a field, with the safety of a property.

(You can't get a pointer to the property, and you can always replace the member

access with a method call.)

*)

```

#### Propriétés en F#
```
type
 
Pen
()
 
=
 
class

    
let
 
mutable
 
_
color
 
=
 
0

    
member
 
this
.
Color

        
with
 
get
()
 
=
 
_
color

        
and
 
set
 
value
 
=
 
_
color
 
<-
 
value

end

```

```
let
 
pen
 
=
 
new
 
Pen
()

pen
.
Color
 
<-
 
~~~
pen
.
Color

```

#### Propriétés en JavaScript ES2015[1]
```
class
 
Pen
()
 
{

    
constructor
()
 
{

        
this
.
_color
 
=
 
0
;

    
}

    
get
 
color
()
 
{

        
return
 
this
.
_color
;

    
}

    
set
 
color
(
value
)
 
{

        
this
.
_color
 
=
 
value
;

    
}

}

```

#### Propriétés en JavaScript ES5
```
function
 
Pen
()
 
{

    
this
.
_color
 
=
 
0
;

}

// Add the property to the Pen type itself, can also

// be set on the instance individually

Object
.
defineProperties
(
Pen
.
prototype
,
 
{

    
color
:
 
{

        
get
:
 
function
 
()
 
{

            
return
 
this
.
_color
;

        
},

        
set
:
 
function
 
(
value
)
 
{

            
this
.
_color
 
=
 
value
;

        
}

    
}

});

```

```
var
 
pen
 
=
 
new
 
Pen
();

pen
.
color
 
=
 
~
pen
.
color
;
 
// bitwise complement

pen
.
color
 
+=
 
1
;
 
// Add one

```

#### Propriétés en PHP
```
class
 
Pen
 
{

    
private
 
$_color
;

    
function
 
__set
(
$property
,
 
$value
)
 
{

        
if
 
(
$property
 
==
 
'Color'
)
 
{
 
            
return
 
$this
->
_color
 
=
 
$value
;

        
}

    
}

    
function
 
__get
(
$property
)
 
{

        
if
 
(
$property
 
==
 
'Color'
)
 
{

            
return
 
$this
->
_color
;

        
}

    
}

}

```

```
$p
 
=
 
new
 
Pen
();

$p
->
Color
 
=
 
~
$p
->
Color
;
 
// bitwise complement

echo
 
$p
->
Color
;

```

#### Propriétés en Python
Les propriétés ne fonctionnent correctement que pour les nouveaux types de classe qui sont uniquement disponibles en Python 2.2 ou plus récents. Python 2.6 ajoute une nouvelle syntaxe pour définir les propriétés.
```
class
 
Pen
(
object
):

    
def
 
__init__
(
self
):

        
self
.
_color
 
=
 
0
 
# "private" variable

    
@property

    
def
 
color
(
self
):

        
return
 
self
.
_color

    
@color
.
setter

    
def
 
color
(
self
,
 
color
):

        
self
.
_color
 
=
 
color

```

```
pen
 
=
 
Pen
()

# accessing:

pen
.
color
 
=
 
~
pen
.
color
 
# bitwise complement ...

```

#### Propriétés en Ruby
```
class
 
Pen

    
def
 
initialize

        
@color
 
=
 
0

    
end

    
# there is actually a shortcut for these: attr_accessor :color will

    
# synthetise both methods automatically, it was expanded for

    
# compatibility with properties actually worth writing out

    
def
 
color

        
@color

    
end

    
def
 
color
 
=
 
value

        
@color
 
=
 
value

    
end

end

pen
 
=
 
Pen
.
new

pen
.
color
 
=
 
~
pen
.
color

```

### Langages Visual Basic

#### Propriétés en Visual Basic (.NET to 2010)
```
Public
 
Class
 
Pen

 

    
Private
 
m_Color
 
As
 
Integer
 
' Private field

    
Public
 
Property
 
Color
 
As
 
Integer
 
' Public property

        
Get

            
Return
 
m_Color

        
End
 
Get

        
Set
(
ByVal
 
Value
 
As
 
Integer
)

            
m_Color
 
=
 
Value

        
End
 
Set

    
End
 
Property

End
 
Class

```

```
' accessing:

Dim
 
pen
 
As
 
New
 
Pen
()

' ...

pen
.
Color
 
=
 
Not
 
pen
.
Color

```

#### Propriétés en Visual Basic 6
```
' in a class named clsPen

Private
 
m_Color
 
As
 
Long

Public
 
Property
 
Get
 
Color
()
 
As
 
Long

    
Color
 
=
 
m_Color

End
 
Property

Public
 
Property
 
Let
 
Color
(
ByVal
 
RHS
 
As
 
Long
)

    
m_Color
 
=
 
RHS

End
 
Property

```

```
' accessing:

Dim
 
pen
 
As
 
New
 
clsPen

' ...

pen
.
Color
 
=
 
Not
 
pen
.
Color

```